# Torrenueva Costa
Torrenueva Costa là một đô thị trong tỉnh Granada, Tây Ban Nha. Dân số năm 2024 là 3.098 người.